# NGC 2691
NGC 2691 este o galaxie activă situată în constelația Linxul. A fost descoperită în 20 martie 1787 de către William Herschel.